# Tiphobiosis childella
Tiphobiosis childella är en nattsländeart som beskrevs av Ward 1995. Tiphobiosis childella ingår i släktet Tiphobiosis och familjen Hydrobiosidae. Inga underarter finns listade i Catalogue of Life.